# 幽繆王
幽繆王（ゆうぼくおう、幽穆王、生没年不明）は、中国戦国時代の趙の第10代君主（在位：紀元前235年 - 紀元前228年）。王としては5代目。姓は嬴、氏は趙、諱は遷。悼襄王の子。

## 生涯
悼襄王と悼倡后の間に生まれた。すでに異母兄で嫡長子の公子嘉が太子であったが、悼襄王はこれを廃し、遷を太子とした。
悼襄王9年（紀元前236年）、悼襄王が死去し、遷が王位を継承した。
幽繆王元年（紀元前235年）、柏人の城市を築く。
幽繆王2年（紀元前234年）、秦の将軍桓齮は平陽（現在の河北省邯鄲市臨漳県西部）と武城（現在の山東省徳州市武城県西部）を攻め、趙の将軍扈輒を討ち、10万の首級を挙げた（平陽の戦い）。
幽繆王3年（紀元前233年）、秦の桓齮は再び出兵し、平陽・宜安（現在の河北省石家荘市藁城区南西部）・武城の3城を取り、趙軍を破ってその将を討ち取った。そのため、幽繆王は李牧を大将軍に任じて、反撃に転じることにした。
同年、李牧は秦軍を肥下で破り、秦将桓齮を討ち取った（肥下の戦い）。功により、幽繆王は李牧を武安君に封じた。
幽繆王4年（紀元前232年）、秦は軍を分けて趙を攻めたが、李牧は先ず北方の番吾で秦軍を再び撃破した（番吾の戦い）、続いて南下し元の韓，魏の地から侵攻して来た秦軍も打ち破った。
幽繆王5年（紀元前231年）、代（現在の河北省張家口市蔚県）の地で大地震が発生した。楽徐から西、北は平陰まで被害が及び、家屋や牆壁の大半が壊れ、地割れが東西百三十歩に及んだ。
幽繆王6年（紀元前230年）、趙で大飢饉が発生した。民は口々に、「趙は泣き、秦は笑う」と言った。
幽繆王7年（紀元前229年）、秦の王翦が大軍を以て趙を攻めたため、幽繆王は李牧と司馬尚（司馬卬の父）に応戦させた。苦戦した秦は李牧を排除すべく、趙の臣郭開に多額の賄賂を贈って、李牧と司馬尚が謀反を企んでいると幽繆王に讒言させた。また、王母の悼倡后も秦から賄賂を受け取り、趙王に讒言をした。幽繆王は讒言を信じて、李牧を誅殺し、司馬尚を更迭した。その後、趙葱と斉将顔聚がその地位に代わった。
幽繆王8年（紀元前228年）、李牧誅殺の3カ月後、趙葱・顔聚の率いた趙軍は王翦に大敗し、大勢の趙兵が戦死した。趙葱も戦死し、顔聚は逃亡した。
同年10月、趙の都邯鄲が秦軍に占領された。このとき、幽繆王は秦軍に捕らえられた。また、趙王とともに顔聚も共に捕虜になったという。一方、『史記』秦始皇本紀では、幽繆王は東陽へ逃げたが、王翦・羌瘣にその地を平定され、捕らえられたと記されている（趙攻略）。
その後、幽繆王は房陵に流され、趙は滅亡した。だが、兄の公子嘉は代に逃れ、そこで自立して王を名乗り、趙の亡命政権である代を建てた。

## 人物
幽繆王は暗愚な王であった。司馬遷は『史記』趙世家において、「遷（幽繆王）は素行が悪く、讒言を信じた。それゆえ、良将の李牧を誅殺し、郭開を用いた」と記している。戦国策においても秦から趙に逃れて仮の宰相となった呂不韋の食客・司空馬の献策を容れず、挙句に韓倉という側近の讒言で李牧を誅殺して国を滅ぼす原因となり、平原津の長官の郭遺が趙が滅んだのは国内に賢者がいても王に賢者を活かす能力が無かったと評されたことが書かれている。

## 史料
- 司馬遷『史記』「趙世家」
- 司馬遷『史記』「廉頗藺相如列伝」
- 劉向『戦国策』「趙策」